# Matrice trasposta coniugata
In algebra lineare, la matrice trasposta coniugata o matrice aggiunta di una matrice a valori complessi è la matrice ottenuta effettuando la trasposta e scambiando ogni valore con il suo complesso coniugato.

## Definizione
Data una matrice {\displaystyle A}, indicando con {\displaystyle A^{T}} la sua trasposta e con l'asterisco {\displaystyle *} l'operazione di coniugazione complessa di tutti i suoi elementi, la trasposta coniugata {\displaystyle A^{\dagger }} è data da: 
{\displaystyle A^{\dagger }=(A^{T})^{*}=(A^{*})^{T}}
In termini degli elementi vale la relazione:
{\displaystyle (A^{\dagger })_{jk}=A_{kj}^{*}}
cioè se j è l'indice di riga e k quello di colonna:
{\displaystyle A_{kj}^{*}=A_{jk}^{\dagger }}
Ad esempio:
{\displaystyle A={\begin{pmatrix}3+9i&2+i\\7-6i&1-3i\end{pmatrix}}\qquad A^{\dagger }={\begin{pmatrix}3-9i&7+6i\\2-i&1+3i\end{pmatrix}}}

## Proprietà
Valgono le seguenti proprietà:
{\displaystyle \left(A^{\dagger }\right)^{\dagger }=A\qquad \left(A+B\right)^{\dagger }=A^{\dagger }+B^{\dagger }\qquad \left(cA\right)^{\dagger }=c^{*}\cdot A^{\dagger }\qquad \left(A\cdot B\right)^{\dagger }=B^{\dagger }\cdot A^{\dagger }}
e in generale:
{\displaystyle \left(A\cdot B\cdot C\cdot D...\right)^{\dagger }=...D^{\dagger }\cdot C^{\dagger }\cdot B^{\dagger }\cdot A^{\dagger }}
Dalle precedenti proprietà si può ricavare
{\displaystyle \left(A^{\dagger }\right)^{-1}=\left(A^{-1}\right)^{\dagger }=A^{-\dagger }};
infatti
{\displaystyle A^{\dagger }\left(A^{\dagger }\right)^{-1}=I_{n}=I_{n}^{\dagger }=\left(A^{-1}A\right)^{\dagger }=A^{\dagger }\left(A^{-1}\right)^{\dagger }.}
L'uguaglianza segue perciò dall'unicità della matrice inversa.
Denotando con {\displaystyle \langle \cdot \,,\cdot \rangle } il prodotto hermitiano standard fra vettori di {\displaystyle \mathbb {C} ^{n}}:
{\displaystyle \langle Au,v\rangle =\langle u,A^{\dagger }v\rangle \qquad \langle u,Av\rangle ^{*}=\langle v,A^{\dagger }u\rangle }

### Matrici hermitiane
Una matrice coincidente con la sua trasposta coniugata è detta matrice hermitiana (o matrice autoaggiunta). Una tale matrice induce un prodotto hermitiano
{\displaystyle \phi (u,v)=(u,Av)}
Ad esempio, dalle proprietà viste in precedenza segue che il numero:
{\displaystyle (u,Au)=(u,Au)^{*}}
è reale.
Ogni matrice quadrata complessa {\displaystyle A} può essere sempre scritta come somma di una matrice hermitiana e una antihermitiana:
{\displaystyle A={\frac {1}{2}}\left(A+A^{\dagger }\right)+{\frac {1}{2}}\left(A-A^{\dagger }\right)}